# أندريه باروخ
أندريه باروخ (بالفرنسية: André Baruch؛ بالإنجليزية: André Baruch) هو دي جيه وصحفي أمريكي وفرنسي، ولد في 20 أغسطس 1908 في باريس في فرنسا، وتوفي في 15 سبتمبر 1991 في بيفرلي هيلز في الولايات المتحدة.

## وصلات خارجية
- أندريه باروخ على موقع IMDb (الإنجليزية)
- أندريه باروخ على موقع ميوزك برينز (الإنجليزية)
- أندريه باروخ على موقع ديسكوغز (الإنجليزية)
- أندريه باروخ على موقع قاعدة بيانات الفيلم (الإنجليزية)